# 科尔登比特尔
科尔登比特尔（德語：Koldenbüttel）是德国石勒苏益格－荷尔斯泰因州的一个市镇。总面积25.80平方公里，总人口913人，其中男性459人，女性454人（2011年12月31日），人口密度35人/平方公里。